# Vandellia
Vandellia is een geslacht van straalvinnige vissen uit de familie van de parasitaire meervallen (Trichomycteridae).

## Soorten
- Vandellia beccarii Di Caporiacco, 1935
- Vandellia cirrhosa Cuvier & Valenciennes, 1846
- Vandellia sanguinea Eigenmann, 1917